# France Rakotondrainibe
France Nicole Rakotondrainibe (7 de marzo de 1944) es una botánica francesa que se especializa en el estudio de los helechos. También es conservadora, profesora, taxónoma y exploradora. Es especialista en la taxonomía de pteridófitas, con énfasis en Cyatheaceae y en especial Cyathea. Ha realizado expediciones botánicas a Italia, Comoros, Madagascar, Reunión y a Tahití.

## Carrera
En 1989, obtuvo su doctorado, por la Universidad de Lille I, con la defensa de la tesis Contribution a la connaissance de la flore pteridologique de Madagascar : étude floristique, biologique, phytogéographique et écologique des fougères de la forêt d'Ambohitantely (forêt tropicale d'altitude), Contributions to the knowledge of pteridologic flora of madagascar: chorological biological, phytogeographical and ecological study of ferns in the ambohitantely forest (tropical altitudinal forest).
Desarrolla actividades académicas y científicas en la École Pratique des Hautes Études, Laboratorio de Fitomorfología, Museo Nacional de Historia Natural, en París.

## Algunas publicaciones
- france Rakotondrainibe, alain Jouy, sylvie Meyer, catherine Reeb. 2013. Révision synoptique du genre Blechnum L. (Blechnaceae) à Madagascar}}. Adansonia 35 (2): 151-193.
- germinal Rouhan, paulo h. Labiak, emile Randrianjohany, france Rakotondrainibe. 2012. Not so Neotropical After all: the Grammitid Fern GenusLeucotrichum(Polypodiaceae)is also Paleotropical, as Revealed by a New Species from Madagascar. Systematic Botany 37 (2): 331–338
- thomas Janssen, france Rakotondrainibe. 2008. A revision of the indusiate scaly tree ferns (Cyatheaceae, Cyathea subgen. Alsophila sect. Alsophila) in Madagascar, the Comoros and the Seychelles. Adansonia 3, v. 30 (2): 221-376.
- -------------------, --------------------. 2007. An update of the revision of Cyathea subgen. Alsophila sect. Gymnosphaera (Cyatheaceae) in Madagascar and the Comoros including a discussion of putative hybridization events. Adansonia 3, v. 29 (2): 195-213.
- -------------------, --------------------. 2006. A revision of the fern family Cyatheaceae in the Mascarene Islands. Adansonia 3, v. 28 (2): 213-241.
- france Rakotondrainibe, v.h. Jeannoda, h.a. Radimbson. 1988. La forêt d'Ambohitantely , résultats d'études préliminaires. Actes séminaire international sur l'équilibre des ecosystèmes forestiers à Madagascar : 144 - 154. U.I.C.N., Gland, Suisse & Cambridge.
- -------------------. 1988. Quelques nouveautés de la flore ptéridologique de Madagascar. Bull. Ilus. Ntn, Paris, 4è sér. section B, Adansonia 4
- -------------------. 1987. Note concernant deux espèces d'Artium endémiques de Madagascar: A. gregoriae Baker et A. poolii Baker. Bull. Mus. Natn. Hist. Nat. Paris, 42 sér., 9, Section B, Adansonia 4: 441 - 444
- -------------------. 1985. Les Ptéridophytes d'une forêt naturelle d'altitude à Madagascar (réserve spéciale dtAmbohitantely): Etude floristique et répartition. Bull. M. Natn. Hist. nat. Pds, 4è sér. 7, section B, Adansonia 4: 415 - 427.

### Libros
- saša Stefanović, france Rakotondrainibe, frédéric Badré. 1997. Selaginellaceae, v. 14 de Flore de Madagascar et des Comores. Publicó Muséum national d'histoire naturelle, Laboratoire de phanérogamie, 67 p. ISBN 2856542077, ISBN 9782856542071

### Cap. de libros
- matthias Glaubrecht. 2010. Evolution in Action: Case studies in Adaptive Radiation, Speciation and the Origin of Biodiversity. Biomedical and Life Sciences. SpringerLink: Springer e-Books, ed. ilustrada de Springer Science & Business Media, 586 p ISBN 3642124259, ISBN 9783642124259
  - Rapid Radiations and Neoendemism in the Madagascan Biodiversity Hotspot. p. 3-16.
- s.m. Goodman, l. Wilmé (eds.) 2003. Nouveaux résultats d'inventaires biologiques faisant référence à l'altitude dans le complexe des massifs montagneux de Marojejy et d'Anjanaharibe-Sud. Recherches pour le Développement, Série sciences biologiques 19: 27–68.
  - france Rakotondrainibe, a. Rasolohery, f. Raharimalala, d. Florens. Les Ptéridophytes des forêts denses humides au nord et à l'ouest de la cuvette d'Andapa (Nord-Est de Madagascar): composition floristique et densité des peuplements, gradients de distribution des taxons.
- wilson r. Lourenço. 1996. Biogeography of Madagascar. Collection Colloques et séminaires. ISSN 0767-2896 Colloques et séminaires / Institut Français de Recherche Scientifique pour le Développement en Coopération, ISSN 0767-2896 ed. ilustrada de IRD Editions, 588 p. ISBN 2709913240, ISBN 9782709913249
  - france Rakotondrainibe, frédéric Badre, sasa Stefanovic. Etude floristique et phytogéographique des ptéridophytes des iles de sud-ouest de l'ocean Indien. p. 109-120

## Membresías
- de la Société Botanique de France[6]